# Кристални системи
Кристални систем је просторна категорија, којом се карактерише (описује) симетрија структуре у три димензије са транслаторном симетријом у три правца, и дискретном класом група тачака. Основно у кристалографији, је категоризација кристала.
Постоји 7 кристалних система у оквиру којих је могућа кристализација у природи: Триклинични, Моноклинични,  Ромбични, Тетрагонални, Ромбоедарски, Хексагонални, Тесерални.

## Преглед
Систем решетке је класа решетки са истим скупом група тачака решетке, које су подгрупе аритметичких кристалних класа. 14 Бравеових решетки је груписано у седам система решетки: триклинични, моноклински, орторомбични, тетрагонални, ромбоедарски, хексагонални и кубни.
У кристалном систему, скуп група тачака и њихових одговарајућих просторних група се додељују систему решетке. Од 32 групе тачака које постоје у три димензије, већина је додељена само једном систему решетке, у ком случају кристални и решеткасти систем имају исто име. Међутим, пет група тачака је додељено двама мрежастим системима, ромбоедарском и хексагоналном, јер оба показују троструку ротациону симетрију. Ове групе тачака су додељене тригоналном кристалном систему. Укупно постоји седам кристалних система: триклински, моноклински, орторомбни, тетрагонални, тригонални, хексагонални и кубни.
Породицу кристала одређују решетке и групе тачака. Она се формира комбиновањем кристалних система који имају просторне групе додељене заједничком систему решетке. У три димензије, породице и системи кристала су идентични, осим хексагоналних и тригоналних кристалних система, који су комбиновани у једну хексагоналну кристалну породицу. Укупно постоји шест породица кристала: триклински, моноклински, орторомбни, тетрагонални, хексагонални и кубни.
Простори са мање од три димензије имају исти број кристалних система, кристалних породица и система решетки. У једнодимензионалном простору постоји један кристални систем. У 2Д простору постоје четири кристална система: коси, правоугаони, квадратни и хексагонални.
Однос између тродимензионалних кристалних породица, кристалних система и система решетки приказан је у следећој табели:
| Кристална фамилија | Кристални систем | Потребне симетрије групе тачака                                          | Група тачака | Просторне групе | Бравеове решетке | Кристални систем |
| ------------------ | ---------------- | ------------------------------------------------------------------------ | ------------ | --------------- | ---------------- | ---------------- |
| Триклинични        | Триклинични      | Нема                                                                     | 2            | 2               | 1                | Триклинични      |
| Моноклинични       | Моноклинични     | 1 двострука оса ротације или 1 раван огледала                            | 3            | 13              | 2                | Моноклинични     |
| Орторомбични       | Орторомбични     | 3 двоструке осе ротације или 1 двострука оса ротације и 2 равни огледала | 3            | 59              | 4                | Орторомбични     |
| Тетрагонални       | Тетрагонални     | 1 четворострука оса ротације                                             | 7            | 68              | 2                | Тетрагонални     |
| Хексагонални       | Тригонални       | 1 трострука оса ротације                                                 | 5            | 7               | 1                | Ромбоедрални     |
| Хексагонални       | Тригонални       | 1 трострука оса ротације                                                 | 5            | 18              | 1                | Хексагонални     |
| Хексагонални       | Хексагонални     | 1 шестострука оса ротације                                               | 7            | 27              | 1                | Хексагонални     |
| Кубни              | Кубни            | 4 троструке осе ротације                                                 | 5            | 36              | 3                | Кубни            |
| 6                  | 7                | Укупно                                                                   | 32           | 230             | 14               | 7                |

Note: there is no "trigonal" lattice system. To avoid confusion of terminology, the term "trigonal lattice" is not used.

## Кристалне класе
Сет од 7 кристалних система се састоји од 32 кристалне класе (којима одговарају 32 групе кристалографских тачака) као што је приказано у следећој табели:
```
Сцхонфлиес Херманн–Маугуин Орбифолд Цокетер
```

| Породица кристала | Кристални систем | Група тачака / Класа кристала | Шонфлис  | Херман–Моген     | Орбифолд | Коксетер | Тачкаста симетрија    | Ред | пстрактна група                                                                        |
| ----------------- | ---------------- | ----------------------------- | -------- | ---------------- | -------- | -------- | --------------------- | --- | -------------------------------------------------------------------------------------- |
| триклинична       | триклинична      | педијална                     | C1       | 1                | 11       | [ ]+     | енантиоморфна поларна | 1   | тривијалан {\displaystyle \mathbb {Z} _{1}}                                            |
| триклинична       | триклинична      | пинакоидна                    | Ci (S2)  | 1                | 1x       | [2,1+]   | центрисиметрична      | 2   | циклична {\displaystyle \mathbb {Z} _{2}}                                              |
| моноклинична      | моноклинична     | сфеноидална                   | C2       | 2                | 22       | [2,2]+   | енантиоморфна поларна | 2   | циклична {\displaystyle \mathbb {Z} _{2}}                                              |
| моноклинична      | моноклинична     | доматична                     | Cs (C1h) | m                | *11      | [ ]      | поларна               | 2   | циклична {\displaystyle \mathbb {Z} _{2}}                                              |
| моноклинична      | моноклинична     | призматична                   | C2h      | 2/m              | 2*       | [2,2+]   | центрисиметрична      | 4   | Клејнова четверна {\displaystyle \mathbb {V} =\mathbb {Z} _{2}\times \mathbb {Z} _{2}} |
| орторомбична      | орторомбична     | ромбична-дисфеноидална        | D2 (V)   | 222              | 222      | [2,2]+   | енантиоморфна         | 4   | Клејнова четверна {\displaystyle \mathbb {V} =\mathbb {Z} _{2}\times \mathbb {Z} _{2}} |
| орторомбична      | орторомбична     | ромбична-пиримидална          | C2v      | mm2              | *22      | [2]      | поларна               | 4   | Клејнова четверна {\displaystyle \mathbb {V} =\mathbb {Z} _{2}\times \mathbb {Z} _{2}} |
| орторомбична      | орторомбична     | ромбична-дипиримидална        | D2h (Vh) | mmm              | *222     | [2,2]    | центрисиметрична      | 8   | {\displaystyle \mathbb {V} \times \mathbb {Z} _{2}}                                    |
| тетрагонална      | тетрагонална     | тетрагонална-пиримидална      | C4       | 4                | 44       | [4]+     | енантиоморфна поларна | 4   | циклична {\displaystyle \mathbb {Z} _{4}}                                              |
| тетрагонална      | тетрагонална     | тетрагонална-дисфеноидална    | S4       | 4                | 2x       | [2+,2]   | центрисиметрична      | 4   | циклична {\displaystyle \mathbb {Z} _{4}}                                              |
| тетрагонална      | тетрагонална     | тетрагонална-дипиримидална    | C4h      | 4/m              | 4*       | [2,4+]   | центрисиметрична      | 8   | {\displaystyle \mathbb {Z} _{4}\times \mathbb {Z} _{2}}                                |
| тетрагонална      | тетрагонална     | тетрагонална-трапезоедарска   | D4       | 422              | 422      | [2,4]+   | енантиоморфна         | 8   | диедрална {\displaystyle \mathbb {D} _{8}=\mathbb {Z} _{4}\rtimes \mathbb {Z} _{2}}    |
| тетрагонална      | тетрагонална     | дитетрагонална-пиримидална    | C4v      | 4mm              | *44      | [4]      | поларна               | 8   | диедрална {\displaystyle \mathbb {D} _{8}=\mathbb {Z} _{4}\rtimes \mathbb {Z} _{2}}    |
| тетрагонална      | тетрагонална     | тетрагонална-скаленоедарска   | D2d (Vd) | 42m or 4m2       | 2*2      | [2+,4]   | центрисиметрична      | 8   | диедрална {\displaystyle \mathbb {D} _{8}=\mathbb {Z} _{4}\rtimes \mathbb {Z} _{2}}    |
| тетрагонална      | тетрагонална     | дитетрагонална-дипиримидална  | D4h      | 4/mmm            | *422     | [2,4]    | центрисиметрична      | 16  | {\displaystyle \mathbb {D} _{8}\times \mathbb {Z} _{2}}                                |
| хексагонална      | тригонална       | тригонална-пиримидална        | C3       | 3                | 33       | [3]+     | енантиоморфна поларна | 3   | циклична {\displaystyle \mathbb {Z} _{3}}                                              |
| хексагонална      | тригонална       | ромбоедарска                  | C3i (S6) | 3                | 3x       | [2+,3+]  | центрисиметрична      | 6   | циклична {\displaystyle \mathbb {Z} _{6}=\mathbb {Z} _{3}\times \mathbb {Z} _{2}}      |
| хексагонална      | тригонална       | тригонална-трапезоедарска     | D3       | 32 or 321 or 312 | 322      | [3,2]+   | енантиоморфна         | 6   | диедрална {\displaystyle \mathbb {D} _{6}=\mathbb {Z} _{3}\rtimes \mathbb {Z} _{2}}    |
| хексагонална      | тригонална       | дитригонална-пиримидална      | C3v      | 3m or 3m1 or 31m | *33      | [3]      | поларна               | 6   | диедрална {\displaystyle \mathbb {D} _{6}=\mathbb {Z} _{3}\rtimes \mathbb {Z} _{2}}    |
| хексагонална      | тригонална       | дитригонална-скаленоедарска   | D3d      | 3m or 3m1 or 31m | 2*3      | [2+,6]   | центрисиметрична      | 12  | диедрална {\displaystyle \mathbb {D} _{12}=\mathbb {Z} _{6}\rtimes \mathbb {Z} _{2}}   |
| хексагонална      | хексагонална     | хексагонална-пиримидална      | C6       | 6                | 66       | [6]+     | енантиоморфна поларна | 6   | циклична {\displaystyle \mathbb {Z} _{6}=\mathbb {Z} _{3}\times \mathbb {Z} _{2}}      |
| хексагонална      | хексагонална     | тригонална-дипиримидална      | C3h      | 6                | 3*       | [2,3+]   | нецентрисиметрична    | 6   | циклична {\displaystyle \mathbb {Z} _{6}=\mathbb {Z} _{3}\times \mathbb {Z} _{2}}      |
| хексагонална      | хексагонална     | хексагонална-дипиримидална    | C6h      | 6/m              | 6*       | [2,6+]   | центрисиметрична      | 12  | {\displaystyle \mathbb {Z} _{6}\times \mathbb {Z} _{2}}                                |
| хексагонална      | хексагонална     | хексагонална-трапезоедарска   | D6       | 622              | 622      | [2,6]+   | енантиоморфна         | 12  | диедрална {\displaystyle \mathbb {D} _{12}=\mathbb {Z} _{6}\rtimes \mathbb {Z} _{2}}   |
| хексагонална      | хексагонална     | дихексагонална-пиримидална    | C6v      | 6mm              | *66      | [6]      | поларна               | 12  | диедрална {\displaystyle \mathbb {D} _{12}=\mathbb {Z} _{6}\rtimes \mathbb {Z} _{2}}   |
| хексагонална      | хексагонална     | дитригонална-дипиримидална    | D3h      | 6m2 or 62m       | *322     | [2,3]    | нецентрисиметрична    | 12  | диедрална {\displaystyle \mathbb {D} _{12}=\mathbb {Z} _{6}\rtimes \mathbb {Z} _{2}}   |
| хексагонална      | хексагонална     | дихексагонална-дипиримидална  | D6h      | 6/mmm            | *622     | [2,6]    | центрисиметрична      | 24  | {\displaystyle \mathbb {D} _{12}\times \mathbb {Z} _{2}}                               |
| кубна             | кубна            | тетартоидна                   | T        | 23               | 332      | [3,3]+   | енантиоморфна         | 12  | наизменична {\displaystyle \mathbb {A} _{4}}                                           |
| кубна             | кубна            | диплоидна                     | Th       | m3               | 3*2      | [3+,4]   | центрисиметрична      | 24  | {\displaystyle \mathbb {A} _{4}\times \mathbb {Z} _{2}}                                |
| кубна             | кубна            | гироидна                      | O        | 432              | 432      | [4,3]+   | енантиоморфна         | 24  | симетрична {\displaystyle \mathbb {S} _{4}}                                            |
| кубна             | кубна            | хектетраедрална               | Td       | 43m              | *332     | [3,3]    | нецентрисиметрична    | 24  | симетрична {\displaystyle \mathbb {S} _{4}}                                            |
| кубна             | кубна            | хексоктаедрална               | Oh       | m3m              | *432     | [4,3]    | центрисиметрична      | 48  | {\displaystyle \mathbb {S} _{4}\times \mathbb {Z} _{2}}                                |

Тачкаста симетрија структуре може се даље описати на следећи начин. Размотрите тачке које чине структуру и рефлектујте их кроз једну тачку, тако да (x,y,z) постаје (−x,−y,−z). Ово је 'инверзна структура'. Ако су оригинална структура и обрнута структура идентичне, онда је структура центрисиметрична. Иначе је нецентрисиметрична. Ипак, чак и у нецентрисиметричном случају, обрнута структура се у неким случајевима може ротирати да би се поравнала са оригиналном структуром. Ово је нецентризиметрична ахирална структура. Ако се обрнута структура не може ротирати да би се поравнала са оригиналном структуром, онда је структура хирална или енантиоморфна и њена група симетрије је енантиоморфна.
Правац (оно што означава линија без стрелице) назива се поларним ако су његова дво смера геометријски или физички различита. Правац симетрије кристала који је поларан назива се поларна оса. Групе које садрже поларну осу називају се поларним. Поларни кристал поседује јединствену поларну осу (тачније, све поларне осе су паралелне). Нека геометријска или физичка својства су различита на два краја ове осе: на пример, може се развити диелектрична поларизација као у пироелектричним кристалима. Поларна оса се може појавити само у нецентрисиметричним структурама. Не може постојати раван огледала или двострука оса окомита на поларну осу, јер би се два правца осе учинила еквивалентним.
Кристалне структуре хиралних биолошких молекула (као што су протеинске структуре) могу се појавити само у 65 енантиоморфних просторних група (биолошки молекули су обично хирални).